# Podolesie (gmina)
Podolesie – dawna gmina wiejska istniejąca do 1939 roku w woj. poleskim (obecnie na Białorusi). Siedzibą władz gminy było Podolesie, a następnie Jeremicze.
W okresie międzywojennym gmina Podolesie należała do powiatu kobryńskiego w woj. poleskim. 18 kwietnia 1928 roku do gminy przyłączono części zniesionych gmin Stryhowo i Iłosk; równocześnie część obszaru gminy Podolesie weszła w skład nowo utworzonych gmin Kobryń i Tewle.
Po wojnie obszar gminy Podolesie wszedł w struktury administracyjne Związku Radzieckiego.
Nie mylić z gminą Jeremicze.